# Myriam Soumaré
Myriam Soumaré (Parijs, 29 oktober 1986) is een Franse voormalige sprintster van Mauritaanse komaf, die gespecialiseerd was in de 100 m, de 200 m en de 60 m indoor. Ze nam tweemaal deel aan de Olympische Spelen, maar won hierbij geen medailles. In 2010 werd Soumaré Europees kampioene op de 200 m.

## Biografie
Soumaré nam deel aan de Olympische Spelen van 2008 in Peking. Samen met Muriel Hurtis-Houairi, Lina Jacques-Sébastien en Carima Louami vormde ze de Franse estafetteploeg op de 4 x 100 m estafette. Het viertal werd reeds in de reeksen uitgeschakeld als gevolg van een slechte wissel.
In 2010 behaalde Soumaré haar eerste internationale titel: op de Europese kampioenschappen in Barcelona liep ze op de 200 m in een persoonlijk record van 22,32 s naar een gouden medaille. Twee dagen voordien had Soumaré al een bronzen medaille behaald op de 100 m. Op de 4 x 100 m liep Soumaré met het Franse team enkele dagen later naar een zilveren medaille. Het Franse viertal bestond voorts uit Christine Arron, Véronique Mang en Lina Jacques-Sébastien.
Op de Olympische Spelen van 2012 in Londen nam Soumaré deel aan de 100 m, de 200 m en de 4 x 100 m estafette. Op de 100 m strandde ze in de halve finale met een tijd van 11,13. Op de 200 m verging het haar beter en drong zij door tot de finale, waarin ze zevende werd in 22,63. De Franse estafetteploeg werd in de series gediskwalificeerd.
Soumaré beleefde in 2013 niet haar beste seizoen. Ze liep op de 100 m niet harder dan 11,30 s, waar 11,07 haar toenmalige toptijd was. Ook op de 200 m kwam ze niet in de buurt van haar persoonlijke besttijd. Desondanks bereikte ze wel op zowel de 100 als de 200 m de halve finale bij de WK van Moskou. Bij de estafette bereikte Soumaré wel de finale. Het Franse team leek te profiteren van een slechte wissel van het Amerikaanse team. Slotloopster Stella Akakpo wist net de Amerikaanse Octavious Freeman voor te blijven, waardoor Frankrijk als tweede eindigde. Later, al nadat de medailleceremonie geweest was werd het estafetteteam gediskwalificeerd, door een protest aangetekend door Groot-Brittannië, dat oorspronkelijk vierde werd. Het Franse team had buiten de wisselzone gewisseld.
Na er in 2015 een jaar tussenuit te zijn geweest, kondigde Myriam Soumaré in februari 2016 het einde van haar atletiekloopbaan aan. Hierbij sloot zij een comeback in de toekomst echter niet uit.

## Titels
- Europees kampioene 200 m - 2010
- Frans kampioene 100 m – 2009
- Frans indoorkampioene 60 m - 2010
- Frans indoorkampioene 200 m – 2008

## Persoonlijke records
Outdoor
| Afstand | Prestatie          | Datum            | Plaats      |
| ------- | ------------------ | ---------------- | ----------- |
| 100 m   | 11,03 s (+0,8 m/s) | 18 juli 2014     | Monaco      |
| 200 m   | 22,11 s (+0,1 m/s) | 5 september 2014 | Brussel     |
| 400 m   | 52,83 s            | 19 april 2014    | Saint-Denis |

Indoor
| Afstand | Prestatie | Datum           | Plaats      |
| ------- | --------- | --------------- | ----------- |
| 50 m    | 6,22 s    | 5 maart 2010    | Liévin      |
| 55 m    | 6,86 s    | 17 januari 2013 | Gainesville |
| 60 m    | 7,07 s    | 3 maart 2013    | Göteborg    |
| 200 m   | 22,87 s   | 7 februari 2013 | Eaubonne    |

## Palmares

### 60 m
- 2010: 7e WK indoor - 7,29 s (na DQ Jones-Ferrette)
- 2011: 7e EK indoor - 7,24 s
- 2013:  EK indoor - 7,11 s (in serie 7,07 s)

### 100 m
- 2007: 2e in serie EK U23 in Debrecen - 11,50 s
- 2009:  Middellandse Zeespelen – 11,46 s
- 2009: 8e in ¼ fin. WK - 11,45 s
- 2010:  EK – 11,18 s
- 2011: 3e in ½ fin. WK - 11,47 s
- 2012: 5e in ½ fin. OS - 11,13 s
- 2013: 5e in ½ fin. WK - 11,31 s
- 2014: 5e FBK Games - 11,33 s
- 2014:  EK - 11,16 s

### 200 m
- 2010:  EK – 22,32 s
- 2011: 5e in ½ fin. WK - 23,02 s
- 2012:  EK - 23,21 s
- 2012: 7e OS - 22,63 s
- 2013: 5e in ½ fin. WK - 22,85 s
- 2014:  EK - 22,58 s

### 4 x 100 m estafette
- 2008: DNF in serie OS
- 2009:  Middellandse Zeespelen – 43,79 s
- 2010:  EK – 42,45 s
- 2011: 5e WK - 42,70 s
- 2012: DQ in serie OS
- 2013: DQ in fin. WK
- 2014:  EK - 42,45 s

### Diamond League-podiumplekken
- 2014:  Bislett Games 100 m – 11,18 s
- 2012:  Memorial Van Damme 200 m – 22,63 s
- 2013:  Qatar Athletic Super Grand Prix 200 m – 22,81 s
- 2014:  Bislett Games 200 m – 22,98 s